# Accidentul aviatic din Munții Apuseni din 2014
Accidentul aviatic din Munții Apuseni (Zborul RFT111 al Școlii Superioare de Aviație Civilă) a fost un eveniment care a avut loc la 20 ianuarie 2014, când un avion YR-BNP de tip Britten-Norman BN-2A-27 Islander care executa o cursă umanitară, a executat o aterizare forțată într-o zonă împădurită din Munții Apuseni la o altitudine de circa 1600 m, lângă satul Petreasa din comuna Horea, situat la limita dintre județele Cluj și Alba. Avionul, pilotat de Adrian Iovan în calitate de comandant și Răzvan Petrescu în calitate de copilot, transporta la acel moment o echipă de cinci cadre medicale de la București la Oradea. În acest accident au murit comandantul și studenta la medicină Aurelia Ion, iar copilotul și cei patru medici au fost răniți.
Raportul final elaborat de către autoritatea națională de investigare a evenimentelor produse în aviația civilă și comunicat la 19 octombrie 2015, a relevat că determinantă în producerea accidentului a fost oprirea motoarelor ca urmare a givrajului sever al carburatoarelor. Cauzele favorizante au fost evaluarea eronată a factorilor de risc specifici desfășurării acestui zbor, precum și mai multe decizii eronate ale comandantului aeronavei.
Analiza activității de căutare și salvare a victimelor accidentului, care activitate s-a desfășurat cu întârziere, a relevat o serie de deficiențe ale sistemului național responsabil de gestiunea unor situații de urgență, deficiențe printre care s-au numărat unele reglementări specifice sau proceduri, precum și comunicarea defectuoasă între instituțiile responsabile. Ca efect, câteva dintre persoanele cu funcții de conducerea în structurile responsabile pentru căutarea și salvarea victimelor și-au dat demisia sau au fost eliberate din funcție.

## Evenimentele
Avionul, proprietate a Școlii Superioare de Aviație Civilă, a decolat la ora 13:35 de pe Aeroportul Internațional Aurel Vlaicu din București cu destinația Aeroportul Internațional Oradea, unde ar fi trebuit să aterizeze la ora 16:35.
Acesta efectua o cursă umanitară și era pilotat de Răzvan Petrescu. La bordul avionului se aflau dr. Radu Zamfir de la Spitalul Fundeni, dr. Valentin Calu de la Spitalul Elias, dr. Cătălin Pivniceru de la Spitalul „Sfânta Maria”, dr. Sorin Ianceu de la Spitalul Municipal din Beiuș și Aurelia Ion, voluntară, studentă în anul V la Institutul de Medicină Militară din București. Echipa urma să preleveze ficatul, rinichii și corneele de la o donatoare de peste 60 de ani care suferise un accident vascular cerebral.
Accidentul s-a produs în condiții de lipsă de vizibilitate datorată ceții.[A]
Anunțarea accidentului a fost făcută prin 112 de dr. Zamfir la ora 16:16. Pentru salvarea răniților a fost mobilizată echipa Salvamont Cluj. La căutare au participat peste 70 de pompieri salvatori, jandarmi montani, polițiști și salvamontiști, din județele Cluj, Bihor, Mureș și Alba, precum și ca. 200 de localnici. Salvatorii au ajuns la locul accidentului după mai multe ore, locul fiind greu accesibil, cu zăpadă înaltă și ceață densă. Tot din cauza ceții, elicopterul SMURD Mureș n-a putut interveni.
În urma accidentului au decedat comandantul și studenta la medicină. Copilotul a fost găsit în stare critică, medicii Valentin Calu, Cătălin Pivniceru și Sorin Ianceu au avut fracturi multiple, iar dr. Radu Zamfir a fost accidentat mai ușor, și le-a putut acorda celorlalți primul ajutor. Toți răniții au fost aduși la Spitalul de Urgență din Cluj, internați la terapie intensivă și stabilizați.

## Pasagerii
La momentul accidentului:
Valentin Calu (42 ani) era doctor în științe medicale și lucra ca medic chirurg la Spitalul Universitar de Urgență Elias din București, iar din 2007 era și purtătorul de cuvânt al unității sanitare. Anterior el fusese coordonator al Unității de Primiri Urgențe de la Elias. Făcea parte din echipa medicilor care lucra pentru Programul Național de Transplant.
Pavel Constantin Cătălin Pivniceru (46 ani) era medic specialist chirurgie generală la Spitalul „Sfânta Maria” din București, și purtător de cuvânt al acestui spital.
Radu Zamfir (39 ani) absolvise UMF "Carol Davila" în 1998. Era medic primar chirurgie generală la Institutul Clinic Fundeni, în Laboratorul de Cercetare Chirurgie. Efectua transplanturi alături de prof. dr. Irinel Popescu la Centrul de Chirurgie Generală și Transplant Hepatic Fundeni.
Sorin Ianceu (37 ani) era medic chirurg la Spitalul Municipal din Beiuș și făcea parte din echipa de transplant a Spitalului Clinic Județean de Urgență Oradea. Ianceu absolvise Universitatea de Medicină și Farmacie din Cluj și se specializa în transplant.
Aurelia Ion (23 ani), care a decedat, era ofițer-student în anul V al Institutului Medico-Militar din cadrul Universității de Medicină și Farmacie Carol Davila din București și efectua un stagiu de pregătire la Spitalul Clinic Fundeni.

## Ancheta accidentului
Au fost deschise două anchete. Prima a vizat aeronava, care a prezentat riscuri de zbor, iar a doua a vizat intervenția echipelor de salvare, care au ajuns cu întârziere. Procurorul general al României, Tiberiu Nițu, a declarat că ia în calcul anchetarea modului în care au acționat autoritățile în cazul accidentului aviatic din Munții Apuseni.
În afară de investigațiile autoritățile aviatice, au fost deschise și două anchete din partea Parchetului Curții de Apel Alba privind încălcarea de către personalul aeronautic civil a îndatoririlor de serviciu sau neîndeplinirea lor și vătămare corporală din culpă. Procurorul general al Parchetului Curții de Apel Alba Iulia, Augustin Lazăr, a declarat că aeronava nu a fost dotată cu cutie neagră, urmând să fie expertizate celelalte instrumente de bord, pentru a se verifica dacă au funcționat corect.

### Raportul ROMATSA
În raport, ROMATSA:
- A afirmat că la ora 14:35 zborul RFT111 a solicitat sectorului NAPOC din cadrul ACC (Area Control Center) București coborârea la nivelul 100 (3050 m) din cauza givrajului și a fost informat că în zonă altitudinea minimă de siguranță în zonă (AMA, engleză Area Minimum Altitudes)[B] este la nivelul 105 (3200 m).
- A afirmat că la ora 14:42 zborul RFT111 a solicitat coborârea la nivelul 80 (2440 m).
- A recunoscut că la ora 16:04 a primit informația că avionul a căzut, de la generalul de brigadă Ioan Baș, șeful ISU Crișana, în urma convorbirilor telefonice dintre Baș și controlorii de zbor din turnul de control al Aeroportului Internațional Oradea.[16][17]
- A confirmat funcționarea balizei ELT (engleză Emergency Locator Transmitter), dar că n-a primit localizarea de la MCC prin Centrul COSPAS – SARSAT.[B]
- A recunoscut că a cerut de la ISU Alba confirmarea accidentului abia la ora 16:30 (după raportul Oprea, abia după intervenția MApN (!)).
- A oprit „Filmul evenimentelor” la ora 15:49, când CTA (controlul de trafic aerian) a încercat să ia legătura cu aeronava ca urmare a dispariției țintei de pe ecranul radar.

### Raportul lui Gabriel Oprea
La 22 ianuarie Gabriel Oprea a prezentat guvernului un raport, din care partea dată publicității a fost o sinteză. Din această sinteză a rezultat că:
- Aeronava a avut documentele de navigabilitate valabile.
- Responsabilitatea acceptării zborului în condițiile meteo a revenit pilotului.
- Alarmarea a revenit ROMATSA și STS. Raed Arafat a transmis informația generalului Ion Burlui, la IGSU, la ora 16:05, iar STS a fost informat prin apelul dr. Zamfir, la ora 16:16. Rând pe rând au fost alarmate ISU Bihor (16:19), ISU Cluj (16:20), SJA Cluj (16:20), IPJ Cluj (16:20), IJJ Cluj (16:20), COAP/MApN (16:22 – 16:27), ROMATSA (16:28 – 16:33, de către MApN), Elicopter Arad (16:32), Elicopter Târgu Mureș (16:34), Salvamont Brașov (16:34), Centrul 112 Alba (16:42), acesta alertând dispeceratele ISU, IJJ, IPJ și SJA Alba.
- Căutarea a început la ora 16:50. Deși normele prevedeau că dacă există coordonate se merge direct acolo, în intervalul orar 16:50 – 21:13 s-a organizat o căutare în teren, după procedura aplicată în lipsa informațiilor.
- La ora 21:13 Gheorghe Trif, de la locul accidentului a comunicat STS coordonatele exacte. Abia în acest moment au putut fi dirijate echipele de căutare, care au început evacuarea răniților la ora 22:05.

Concluzia raportului a fost că ROMATSA nu a a luat măsurile necesare pentru stabilirea zonei de căutare a aeronavei, nu a declanșat operațiuni de căutare și nu a cerut sprijinul Centrului de Operații Aeriene din MApN.

### Declarația lui Octavian Pleter
Octavian Thor Pleter, conferențiar la Facultatea de Inginerie Aerospațială, a apreciat că accidentul s-a întâmplat din vina lui Adrian Iovan. În caz de givraj – care nu este un fenomen instantaneu, pilotul ar fi avut trei opțiuni: să urce deasupra frontului atmosferic cu umiditate (însă puterea scăzută a motoarelor aeronavei n-a permis această manevră), să se strecoare pe dedesubtul frontului atmosferic, respectiv să facă cale întoarsă la Sibiu. Pilotul ar fi optat pentru a doua variantă, care nu i-a reușit. În opinia d-lui Pleter, pilotul ar fi trebuit să opteze pentru a treia variantă. Totodată, el afirmă că decizia greșită a pilotului ar exonera de vină ROMATSA.

### Analiza CSAT
La 2 februarie a avut loc o analiză în CSAT în care s-a discutat despre accident și s-a cerut demisia generalului Marcel Opriș, șeful STS. În declarația de după ședință, Traian Băsescu a afirmat că impresia că statul român n-ar fi fost capabil să acționeze în situații de urgență a fost nedreaptă. De asemenea a afirmat că STS n-ar fi putut face mai mult în acel moment, el putând localiza doar telefoanele fixe, în cazul celor mobile singura informație fiind cea primită de la operatorul de telefonie, celula, care în zonă avea o suprafață de circa 200 km2. De asemenea, a apreciat că informațiile vehiculate în presă ar fi minciuni. Totuși, a recunoscut că acțiunea de salvare a fost un eșec, acesta fiind atribuit faptului că n-ar fi fost coordonată conform reglementărilor în vigoare și faptului că nu s-au constituit comandamente nici la Ministerul de Interne, nici la Ministerul Transporturilor. Pe de altă parte Ion Burlui, șeful IGSU în momentul accidentului, a afirmat în demisia sa de onoare că miniștrii nu au competențe operative. Aceștia răspund doar de organizarea ministerului pe care îl conduc, dar imixtiunea lor în acțiunile operative nu este benefică.

### Raportul Ministerului Transporturilor
În raportul prezentat de Ministerul transporturilor s-a afirmat că prima localizare s-ar fi făcut prin intermediul „aplicațiilor din telefonul mobil al unui supraviețuitor”, ISU Cluj primind de la STS coordonatele 46°36′08″N 22°59′03″E / 46.6023°N 22.98421°E, pe care le-a transmis ISU Alba. Aceste coordinate au indicat un punct situat la circa 5,5 km Nord de punctul real al impactului, care avea coordonatele 46°33′16″N 22°58′49″E / 46.554383°N 22.980338°E. Însă colonelul Adrian Fulea a dezmințit că aceste coordonate ar fi provenit de la STS.
Tot în raport Ramona Mănescu a afirmat că n-a fost convocat comitetul ministerial pentru situații de urgență pentru că nu au fost îndeplinite o serie de condiții specificate într-un Ordin de ministru din 2012 semnat de Ovidiu Silaghi, însă acest ordin contrazicea HG 741/2008 pentru aprobarea Regulamentului privind gestionarea situațiilor de urgență generate de producerea unui accident de aviație civilă, normă superioară care stabilea obligațiile Ministerului Transporturilor. Efectul practic al neconvocării comitetului a fost comunicarea defectuoasă între STS, ISU și ROMATSA, ceea ce a întârziat căutarea.

### Raportul final privind accidentul aeronavei BN-2A-27 (YR-BNP) din Munții Apuseni publicat de CIAS
La 16 octombrie 2015 Centrul de Investigații și Analiză pentru Siguranța Aviației Civile (CIAS) a emis în calitate de autoritate de investigare a evenimentelor produse in aviația civilă, raportul final privind accidentul din Munții Apuseni, raport adus la cunoștința publicului în cadrul unei conferințe de presă la 19 octombrie 2015. În cadrul conferinței de presă Eugen Suciu, membru al comisiei de investigație în cadrul CIAS, a spus că aeronava a fost pilotată de către Răzvan Petrescu, dar comandant a fost Adrian Iovan, iar acesta a avut puterea de decizie. De asemenea, a subliniat că scopul investigațiilor CIAS nu a fost tragerea la răspundere a celor ce au greșit, ci stabilirea cauzelor accidentelor și recomandarea măsurilor necesare pentru evitarea pe viitor a acestora.
„Pe noi nu ne interesează dacă cineva a greșit, pentru că noi nu căutam vinovați. Pentru noi, foarte important este ca recomandările de siguranță să își atingă scopul și pe viitor să prevenim un asemenea accident. Dar inclusiv în manualul operațional al operatorului este specificat foarte clar cine are puterea de decizie, inclusiv asupra unei asemenea hotărâri, și anume comandantul de echipaj și acest lucru este normal. Deci nu are nicio legătura cine este comandant de echipaj cu cine pilotează. Comandantul de echipaj era domnul Iovan”
Conform raportului, cauza determinantă a producerii accidentului a fost oprirea motoarelor ca urmare a givrajului sever al carburatoarelor. Cauzele favorizante au fost evaluarea eronată a factorilor de risc specifici desfășurării acestui zbor – datorată întreruperii mari de la zbor și lipsei de experiență a echipajului pe aeronava BN-2A-27, inclusă în clasa MEP (engleză Multi-engine piston – avioane cu mai multe motoare cu piston), precum și mai multe decizii eronate ale comandantului aeronavei: de a continua misiunea de zbor în condiții meteorologice care au favorizat givrajul sever al carburatoarelor, de a zbura o lungă perioadă de timp în condiții de givraj, de a continua misiunea sub AMA, în condiții de zbor IMC după reguli de zbor la vedere (VFR) și de a decola cu masa peste limita maximă admisă și cu poziția centrului de greutate în afara limitelor calculate și impuse de producător.

## Aspecte din timpul investigației, respectiv relevate în raportului final al CIAS

### Cu privire la zbor
Raportul final al CIAS a precizat că Adrian Iovan a fost comandantul echipajului, căruia i-a revenit responsabilitatea tuturor deciziilor. Experiența totală de zbor a lui Iovan era la acel moment de 15 261 ore și 10 minute, dar din care pe avioane de tip BN-2A-27 de doar 42 de ore și 17 minute, iar a lui Petrescu de 886 ore 12 minute, din care pe avioane de tip BN-2A-27 de doar 21 de ore și 35 de minute. Cu avionul YR-BNP nu mai zburaseră din 6 februarie 2013 (11 luni, timp în care avionul a fost în revizie), însă această întrerupere era în limitele legale. Ambii piloți au avut experiență mult mai mare pe avioane din clasa MEP, dar de tip Piper PA-34 Seneca (en) cu motoare alimentate prin injecție și nu cu carburator. Experiența redusă a ambilor a favorizat luarea deciziilor greșite. Iovan a încredințat sarcinile de pilotare (engleză pilot flying – PF) lui Răzvan Petrescu repartizându-i postul de pilotaj din stânga, obișnuit pentru pilotajul unui avion. De obicei acest post trebuia ocupat de comandant, care trebuia să piloteze efectiv, dar acest lucru nu era obligatoriu, — schema adoptată de Adrian Iovan fiind considerată ulterior chiar superioară pentru zborurile în condiții dificile, tocmai pentru că permite comandantului să se concentreze asupra analizei situației și a luării deciziilor.
Navigația s-a făcut cu un sistem GPS portabil de tip Garmin Aera 500, fără a utiliza sistemele VOR, DME și ADF instalate la bord (nn. deoarece sistemul GPS era superior). În lipsa înregistratorului de zbor memoria sistemului GPS a permis refacerea profilului zborului. Planul de zbor prevedea un zbor instrumental (IFR) la nivelul 120 (12 000 picioare = 3660 m), nivel care n-a putut fi atins niciodată.
La începutul zilei condițiile meteo pe aeroportul Băneasa nu au permis decolarea. Aceste condiții s-au îmbunătățit la ora 13 și comandantul a decis efectuarea zborului, deși buletinele meteo indicau condiții favorabile apariției givrajului. După decolare s-a constatat că avionul urca foarte greu, cauza declarată de raportul final fiind greutatea foarte mare și centrajul prost. În urma zborurilor de test anterioare s-a dovedit că avionul avea la bord prea multă benzină, dar descărcarea unei părți a ei ar fi întârziat decolarea, și așa foarte târzie. De fapt greutatea reală era doar cu puțin mai mică decât cea maximă admisă, dar depășea greutatea admisă după metoda de calcul standard, care prevede 96 kg pentru bărbați și 78 kg pentru femei. La îmbarcare pasagerii s-au așezat cum au dorit, medicii Calu, Pivniceru și Ianceu în rândurile al doilea și al treilea, iar medicul Zamfir și studenta Aurelia Ion în rândul al cincilea, ultimul. Această așezare a situat centrul de greutate prea în față, în afara anvelopei de centrare, urmarea fiind un avion greu de bot și cu rezistență la înaintare mărită. Oricum, raportul a arătat că un centraj corect nu ar fi fost posibil doar prin repartizarea pasagerilor pe locuri.
După decolare avionul a urcat foarte greu, inițial neputând să urce peste nivelul 100, ceea ce a sugerat că problemele givrajului au apărut de la început. La traversarea Carpaților Meridionali (în raport cu care AMA este la nivelul 105), Centrul de control regional (en) (ACC) le-a cerut să urce, aprobându-le nivelul 110 (destinat în mod normal traficului în sens invers, dar putând fi folosit dacă lipsa traficului din sens invers permite). Răspunsul lui Iovan a fost că se vor conforma, dar cu o rată de urcare foarte mică. Cum era sub nivelul AMA și nu urca situația devenise ambiguă, deoarece nu era clar dacă se zboară după regulile de zbor instrumental (IFR) – caz în care era implicată responsabilitatea ACC, sau dacă zborul s-a transformat într-unul la vedere (VFR), caz în care responsabilitatea revenea în întregime comandantului. Pentru orice eventualitate ACC le-a transmis că presiunea barometrică (QNH) era de 1006 hPa, informație necesară la calarea altimetrelor pentru un zbor VFR, însă piloții nici n-au confirmat zborul după VFR, nici n-au calat altimetrele, deci au considerat că zboară după IFR.

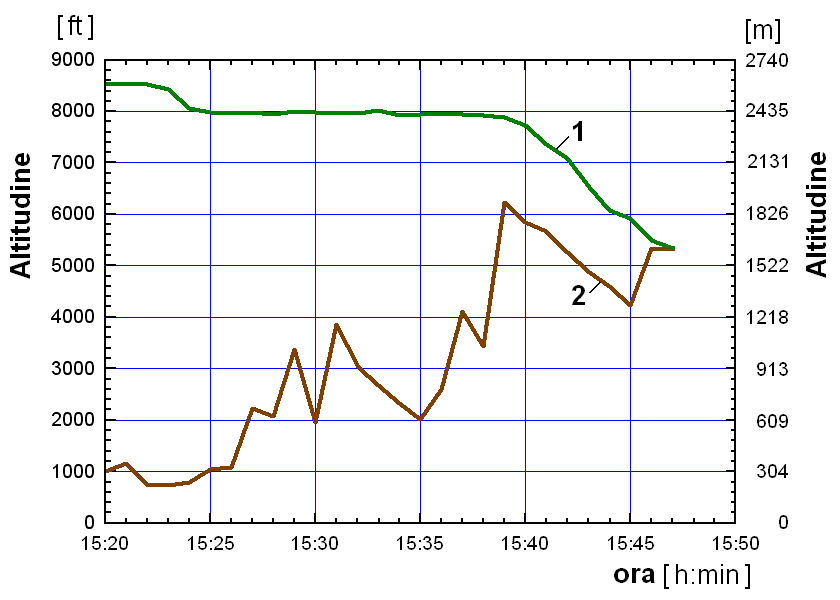
Profilul zborului extras din sistemul GPS.
1 - altitudinea aeronavei
2 - cota solului

După traversarea munților avionul a coborât la nivelul 85 (2590 m) și n-a mai putut urca la nivelul 90, ceea ce a denotat problemele givrajului. În zona Munților Apuseni AMA este la nivelul 80 (2435 m), astfel că Iovan a decis să coboare la acest nivel. Zborul a redevenit unul după IFR, dar nu conform planului de zbor inițial. Nivelul 80 însă nu a oferit condiții de rezolvare a givrajului. La ora 15:39:53 profilul de zbor a indicat o accentuare a zborului în coborâre, comisia de anchetă considerând că acesta a fost momentul când motoarele s-au oprit datorită givrajului. În continuare pilotul n-a mai avut ce face decât să execute un zbor planat până la aterizarea forțată, care a avut loc la altitudinea de 1600 m într-o zonă împădurită, rezultând distrugerea aeronavei, decesul lui Iovan și a Aureliei Ion, rănirea gravă a medicilor Calu, Pivniceru și Ianceu și rănirea ușoară a medicului Zamfir. Cu excepția lui Zamfir, care își legase centura de siguranță cu puțin timp în urmă, niciunul dintre ceilalți, piloți sau pasageri, nu au avut centurile de siguranță puse.
Pe parcursul zborului au existat perioade în care legătura radio a fost deficitară, una dintre cauze fiind aceea că s-a cerut de către centrele de control ale ROMATSA trecerea pe frecvențe peste 136 MHz (frecvențe experimentale), pe care stațiile radio ale aeronavei YR-BNP nu le puteau accesa.

### Cu privire la acțiunea de căutare și salvare
Pentru localizarea accidentului, avionul a fost dotat cu baliză de localizare de tip ELT. Aceste tip de baliză emite semnale pe frecvențele 121,5 MHz și 406,0xx MHz. Frecvențele de 406,0xx MHz pot fi recepționate doar de către sateliții Centrului COSPAS – SARSAT (Centrul de Căutare-Salvare Satelitară), prin Centrul de la Moscova (MCC), ori aceasta n-a răspuns în cursul zile de 20 ianuarie.
Încă din raportul de anchetă preliminar, CIAS a precizat că baliza ELT cu care a fost echipat avionul a fost de tip ARTEX C406-2. Acest tip de baliză emite pe toate cele trei frecvențe: 121,5 MHz, 243 MHz (actual scoasă din uz) și 406,0xx MHz, folosind pentru aceasta două cabluri diferite spre antene. S-a constatat că LED-ul balizei clipea, ceea ce a fost o confirmare că baliza funcționa, însă cablul de legătură spre antena de 406 MHz a fost rupt de la bază și nu a fost găsit la locul accidentului, situație confirmată în raportul final care recunoaște că acest aspect rămâne neelucidat. În aceste condiții, afirmația că MCC Moscova că n-a recepționat în timpul accidentului semnal de pe teritoriul României se explică.
Inițial, STS a afirmat că localizarea s-a făcut de la primul apel la 112, însă localizarea a fost greșită, drept care a fost deschisă o anchetă și asupra acestui aspect, ce a urmat să stabilească dacă vina a aparținut STS sau operatorilor de telefonie mobilă. Din recomandările raportului lui Gabriel Oprea a reieșit că la data accidentului procedura de localizare pe baza apelurilor telefoanelor se aplica doar în cazurile cerute de justiție, nu și în caz de accident. Din partea IGPR, Petre Tobă a declarat că echipamentul de localizare a semnalului GSM era montat pe o autospecială de poliție și cântărea 300 kg, iar pentru a face localizarea trebuia deplasat în proximitatea terminalului GSM, ori autospeciala era în momentul accidentului lângă București și nu putea ajunge în Munții Apuseni decât în 6-8 ore. Tot în acea declarație el a prezentat scuza neutilizării acestui echipament din considerente de legalitate, respectiv lipsa mandatului unui magistrat, sistemul fiind destinat doar instrumentării cauzelor penale. Aceste declarații au contrazis faptul că la nivel european exista obligația localizării celor ce sună la 112 în caz de accident. În plus, și aici — ca la orice accident aviatic — s-a deschis o anchetă penală, ceea ce ar fi justificat folosirea sistemului.
STS a afirmat că deși s-a făcut tot posibilul, nu s-a reușit localizarea prin GPS a telefoanelor de la locul accidentului. Din acest motiv în 2008 Comisia Europeană a inițiat o procedură de infringement împotriva României, însă această procedură a fost închisă prin eforturi diplomatice doar în urma promisiunii că problema ar fi urmat să se rezolve. Abia în 2009 s-a început implementarea infrastructurii, doar pentru București, fiind cheltuiți peste 10 milioane de lei. După cum a reieșit din accident, nici la data acestuia sistemul nu era funcțional la nivelul întregii țări. Pe de altă parte Gary Machado, directorul executiv al Asociației Europene a Numărului de Urgență (engleză European Emergency Number Association – EENA), a afirmat că nu sistemul românesc 112 a fost de vină pentru localizarea imprecisă a accidentului, ci legislația și modul în care 112 era reglementat, lucru care trebuia să fie schimbat. El a considerat că imprecizia datelor de care a dispus Sistemul Național Unic de Apeluri de Urgență (112) s-a datorat d-nei Neelie Kroes, vicepreședinte al Comisiei Europene, care pe parcursul mandatului său (5 ani începând din 2010) a refuzat să reglementeze ca operatorii de rețele de telefonie mobilă să trimită sistemului 112 informații despre localizarea exactă a apelantului (transmiterea coordonatelor GPS din telefon). Raportul final al CIAS a indicat drept coordonate ale locului de impact 46°33′15.45″N 22°58′49.53″E / 46.5542917°N 22.9804250°E, date oferite de sistemul de navigare GPS.
În raportul lui Gabriel Oprea s-a afirmat că frecvența de 121,5 MHz a putut fi recepționată de ROMATSA, dar nu a putut fi folosită pentru localizarea de pe sol. Echipamentul necesar localizării în teren era un receptor radio ușor, în stilul celor folosite pentru vânătoare de vulpi (v. la ELT). În anexa 1 a raportul final al CIAS s-a semnalat faptul că în România serviciul de căutare și salvare (engleză Search and Rescue – SAR) nu era specific diferitelor situații ci era încorporat în IGSU, care era conceput pentru operațiuni de salvare în masă, ce necesitau mobilizarea unor resurse logistice mari, dar într-un mod lent. Centrul de comandă SAR (CC-SAR) din cadrul ROMATSA nu dispunea de resurse logistice proprii, el putea doar apela la IGSU, care însă nu dispunea de resurse cum ar fi elicoptere dotate cu stații de recepție pe 121,5 MHz, cu timp de reacție de ordinul minutelor. În ce privește alarmarea, raportul a arătat că responsabilitatea ar fi revenit ROMATSA doar dacă alarmarea ar fi provenit de la controlorii de trafic, însă ea a fost făcută la 112, astfel că responsabilitatea ROMATSA s-a redus la punerea la dispoziție la cerere a informațiilor de care a dispus.

## Recomandările raportului final al CIAS
Conform scopului său, raportul final a făcut o serie de recomandări (nu sunt citate literal):
- precizarea modului gestionării de către furnizorii de trafic aerian a situației în cazul nerespectării planului de zbor;
- înăsprirea cerințelor privind întreruperile de zbor pentru clasa MEP;
- îmbunătățirea comunicării interdepartamentale în cazul activităților SAR;
- procedură de informare privind introducerea noilor frecvențe radio;
- procedură pentru reluarea zborului la clasa MEP după o întrerupere mai mare de 3 luni;
- definirea poziției postului de pilotaj principal la avioanele de tip BN-2;
- obligativitatea verificării cunoașterii regulilor de raportare a accidentelor către CIAS de către managerii din aviația civilă (accidentul n-a fost raportat regulamentar);
- obligativitatea agenților economici din domeniu de a asigura instruirea personalului cu privire la raportarea accidentelor și incidentelor grave de aviație civilă;
- precizarea sarcinilor fiecărui membru al echipajului în toate etapele misiunii (Iovan a omis unele briefinguri);
- instruirea controlorilor de zbor privind procedurile în situații de schimbare a regulilor de zbor pentru a evita ambiguitățile.

## Reacții după accident
Celor trei salvatori care au ajuns primii la locul accidentului, la ora 21:13, Argentin Todea, Gheorghe Giurgiu și Gheorghe Trif, locuitori din comuna Horea (satele Petreasa și Dârlești) le-a fost decernat titlul de Cetățean de Onoare al județului Cluj.
Pentru implicarea voluntară, conștiință civică și solidaritate demonstrate în acțiunea de salvare a victimelor accidentului, Clubului Sportiv Transylvania Off-Road, SMURD Cluj și echipei de medici, asistenți și paramedici ai Spitalului Clinic Județean de Urgență Cluj le-au fost înmânate diplome de merit.
Secretarul de stat, Constantin Chiper (PNL) din MAI a fost demis. Premierul Victor Ponta a cerut înlocuirea directorului general și a directorului de operațiuni de la ROMATSA și a directorului STS, Marcel Opriș .
Șeful IGSU Ion Burlui, a demisionat, ca urmare a situației privind intervenția echipajelor de salvare la locul accidentului.
Directorul general al ROMATSA, Aleodor Frâncu, a demisionat, însă nu s-a considerat vinovat. De asemenea a demisionat Bogdan Donciu, directorul de operațiuni al companiei, care în momentul accidentului s-a ocupat de un examen la Universitatea Politehnica București, unde era profesor, examen care trata chiar sistemele radar și de navigație aeriană.
Ministrul Radu Stroe a demisionat.
Cătălin Predoiu (PDL) i-a acuzat de neglijență în serviciu pe miniștrii Radu Stroe – deoarece n-a organizat imediat o celulă de criză la MAI, pe Ramona Mănescu – deoarece n-a coordonat ROMATSA, și pe Eugen Nicolăescu – deoarece nu s-a preocupat de modul în care se efectuau aceste acțiuni de transplant.

## Victimele

### Aurelia Ion

Aurelia Ion

Aurelia Ion (n. 26 martie 1990 – d. 20 ianuarie 2014) a fost ofițer-student în anul V la Institutul Medico-Militar din București și stagiară la Spitalul Fundeni. Și-a pierdut viața la locul accidentului, cauza decesului fiind hipotermia (temperatura corpului înregistrată la găsirea ei de către paramedicii SMURD fiind de 18,6 °C.
De-a lungul anilor de studii, Aurelia se implicase voluntar în numeroase activități pe linie medicală. A fost descrisă de cei apropiați ca o „fată model, dedicată meseriei sale, copil excepțional, cu visuri mărețe”. Coordonatorul de transplant Victor Zota a spus că ea mai participase la prelevări de organe, făcea voluntariat și „era dedicată meseriei cum rar găsești".
Ministrul Apărării Naționale Mircea Dușa, a dispus avansarea post-mortem a Aureliei Ion de la gradul de sublocotenent la cel de locotenent. A fost înmormântată cu onoruri militare în Cimitirul Militar Ghencea 3, în prezența ministrului apărării Mircea Dușa.

### Adrian Iovan
Adrian Iovan (n. 8 iulie 1958 – d. 20 ianuarie 2014) era în acel moment unul dintre cei mai experimentați piloți din România. A terminat Liceul de Aviație Aurel Vlaicu, apoi Facultatea de Aeronave, pe care a absolvit-o ca șef de promoție. A pilotat avioane de tip IAR-823, An-2, BN-2, Il-18, Boeing 733/735/736 (peste 10 000 de ore) și Piper PA-34, având în total peste 15 000 de ore de zbor. După ce a ieșit la pensie, a condus avioane de tip Piper și BN-2.
Adrian Iovan a fost înmormântat cu onoruri militare în Cimitirul Bellu Catolic, dar după canoanele Bisericii Ortodoxe, alături de tatăl său.